# جالي دريلوا
جالي دريلوا (بالإنجليزية: Jale Dreloa)‏ (21 أبريل 1995 فيجي - ) هو لاعب كرة قدم فيجي، شارك في كرة القدم في الألعاب الأولمبية الصيفية 2016.

## روابط خارجية
- جالي دريلوا على موقع قاعدة بيانات كرة القدم.إي يو (الإنجليزية)
- جالي دريلوا على موقع ناشيونال فوتبول تيمز (الإنجليزية)
- جالي دريلوا على موقع Soccerway.com (الإنجليزية)
- جالي دريلوا على موقع أوليمبيديا (الإنجليزية)